# アーリー・ラッセル・ホックシールド
アーリー・ラッセル・ホックシールド（英語: Arlie Russell Hochschild、1940年1月15日 - ）は、アメリカ合衆国の社会学者である。カリフォルニア大学バークレー校教授。
ボストン出身。1962年スワースモア大学卒業、1969年にカリフォルニア大学バークレー校からPh.D.取得。2024年ヘルムホルツ・メダル受賞。

## 著作
- 石川准・室伏亜希訳『管理される心 感情が商品になるとき』世界思想社、2000年4月20日、原著1983年[1]
- 田中和子訳『セカンド・シフト 第二の勤務 アメリカ共働き革命のいま』朝日新聞社、1990年7月
- 坂口緑・中野聡子・両角道代訳『タイム・バインド《時間の板挟み状態》 働く母親のワークライフバランス 仕事・家庭・子どもをめぐる真実』明石書店、2012年3月30日
- 布施由紀子訳『壁の向こうの住人たち アメリカの右派を覆う怒りと嘆き』岩波書店、2018年10月25日